# Al-Rayyan Sports Club (pallavolo)
L'Al-Rayyan Sports Club è una società pallavolistica maschile qatariota con sede a Doha, facente parte dell'omonima polisportiva: milita nel campionato di Qatar Volleyball League.

## Palmarès
- Campionato qatariota: 9

1992-93, 1994-95, 1997-98, 2000-01, 2006-07, 2012-13, 2013-14, 2014-15, 2017-18
- Coppa del Principe del Qatar/Coppa del Qatar: 9

1993, 1995, 2002, 2003, 2007, 2010, 2011, 2013, 2016
- Coppa dell'Emiro: 13

1987, 1989, 1994, 1999, 2000, 2003, 2006, 2007, 2010, 2012,
2013, 2017, 2018
- Supercoppa qatariota: 1

2017
- Gulf Clubs Champions: 3

2011, 2015, 2016